# Église Saint-Michel de Prenj
Pour les articles homonymes, voir Église Saint-Michel.
L’église Saint-Michel est située en Bosnie-Herzégovine, sur le territoire du village de Prenj et dans la municipalité de Stolac. Elle est inscrite sur la liste provisoire des monuments nationaux de Bosnie-Herzégovine.